# Belince
Belince es un municipio del distrito de Topoľčany en la región de Nitra, Eslovaquia, con una población estimada a final del año 2024 de 376 habitantes.
Se encuentra ubicado al norte de la región, cerca del río Nitra (cuenca hidrográfica del Danubio) y de la frontera con las regiones de Trnava y Trenčín.

## Demografía
| Año        | 1994 | 2004    | 2014     | 2024     |
| ---------- | ---- | ------- | -------- | -------- |
| Población  | 267  | 281     | 324      | 376      |
| Diferencia |      | +5,24 % | +15,30 % | +16,04 % |

| Año        | 2023 | 2024    |
| ---------- | ---- | ------- |
| Población  | 383  | 376     |
| Diferencia |      | −1,82 % |